# 127
Évszázadok: 1. század – 2. század – 3. század
Évtizedek: 70-es évek – 80-as évek – 90-es évek – 100-as évek – 110-es évek – 120-as évek – 130-as évek – 140-es évek – 150-es évek – 160-as évek – 170-es évek
Évek: 122 – 123 – 124 – 125 –  126 – 127 – 128 – 129 – 130 – 131 – 132

## Események

### Római Birodalom
- Titus Atilius Rufus Titianust (helyettese áprilistól P. Tullius Varro, májustól Q. Tineius Rufus, októbertől L. Aemilius Juncus) és Marcus Gavius Squilla Gallicanust (helyettese Junius Paetus, M. Licinius Celer Nepos és Sex. Julius Severus) választják consulnak.
- Hadrianus császár itáliai körútra indul. Helyreállíttatja Cupra szentélyét és kibővítteti a Fucinus-tó vízlevezető alagútjait. Itáliát négy körzetre osztja, amelyeket consuli jogkörű legatusok kormányoznak, hogy csökkentse Róma városának hivatalnokaira és bíráira nehezedő terhet, de a szenátus helyteleníti intézkedését, ami gyakorlatilag provincia szintjére degradálja Itáliát (a császár halála után visszaállították a korábbi állapotot).
- Augusztusban Hadrianus visszatér Rómába és nagyszabású játékokkal megünneplik uralkodásának tizedik évfordulóját.

### Ázsia
- Pan Jong hadvezér 17 városállam meghódításával visszaállítja a kínai uralmat az egész Tarim-medence fölött.
- Kaniska lép a Kusán Birodalom trónjára.

## Halálozások
- Publius Metilius Nepos, római politikus

## Fordítás
- Ez a szócikk részben vagy egészben  a(z)   127 című francia Wikipédia-szócikk ezen változatának fordításán alapul.  Az eredeti cikk szerkesztőit annak laptörténete sorolja fel. Ez a jelzés csupán a megfogalmazás eredetét és a szerzői jogokat jelzi, nem szolgál a cikkben szereplő információk forrásmegjelöléseként.